# Regnus Agnus Mundi
Regnus Agnus Mundi seria uma alegada ordem católica fundada em 1492 que estuda linguagem simbólica através de um sistema de ensinamento oral. É citada no livro O diário de um mago, de Paulo Coelho.
De acordo com o próprio Paulo Coelho ela não tem sede e não possui conhecimentos ocultos. Não existem quaisquer registros dessa ordem dentro da Igreja Católica, o que faz supor que ela seja uma criação literária de Paulo Coelho.
O nome da ordem, também dito Regnum Agnus Mundi, pretende estar em latim e quer significar "Reino do Cordeiro do Mundo" ou então "Reino Mundial do Cordeiro". Seja como for, em latim correto seria dito Regnum Agni Mundi (no primeiro caso) ou então Regnum Agni Mundiale (no segundo caso).